# 해럴드 윌슨
리볼의 윌슨 남작, 제임스 해럴드 윌슨(James Harold Wilson, Baron Wilson of Rievaulx, KG, OBE, 1916년 3월 11일 ~ 1995년 5월 24일)은 1964년부터 1970년, 1974년부터 1976년까지 총리를 지낸 영국의 노동당 소속 정치인이다. 그는 자신의 생애 중 1964년과 1966년, 1974년 2월과 10월의 4차례 선거에서 노동당을 이끌어 승리하였으며, 자신의 임기 중간에 다른 총리가 집권한 가장 최근의 총리이기도 하다.
그의 1기는 경제 문제와 북아일랜드 문제와 함께 진행되었다. 윌슨은 1969년에 북아일랜드에 군대를 파견하였다. 경제 분야에서는 여러 노력을 하였으나 큰 결실을 보지 못했다. 1970년 선거에서 보수당의 에드워드 히스에게 패한 윌슨은 1974년까지 야당 대표를 맡아 왔다. 1974년 2월 선거에서 에드워드 히스 내각이 패하면서 노동당은 1당의 위치에 서나 과반수 확보에 실패, 윌슨은 10월에 조기 총선을 실시하게 된다. 이 선거에서 승리한 후 그의 2기는 유럽 경제 공동체의 존속과 관련해 영국 최초로 국민투표를 실시하여 결정하였다. 서유럽에 차츰 경제 위기가 닥쳐오던 1976년, 그는 갑작스럽게 총리직에서 사퇴하였다.
그의 재임 기간 동안 그는 '과학혁명시대의 사회주의'를 주창하면서 경제 분야에 많은 노력을 기울였다. 그 자신이 '온건파'라고 했을 정도로 윌슨은 자신의 내각에 노동당의 여러 인물을 임명하기도 하였지만, 때로는 그와 대부분의 각료들의 정치 성향으로 인해 논쟁이 벌어지기도 하였다.
그가 집권하면서 사회 분야에서 그의 업적이 두드러지게 나왔다. 의회에서 그는 검열, 이혼, 동성애, 이민, 낙태 등 여러 사회 문제와 관련해 진보적인 정책을 취했으며, 부대표였던 로이 젱킨스의 지지로 사형제를 폐지하기도 하였다. 그는 정치적 문제를 대처하는데 탁월하다는 평이 나왔으며 특히 미국에서 베트남 전쟁에 영국 군대를 파견하라고 압박을 하였을 때도 현명하게 대처해 좋은 평가를 얻었다. 그러나 경제 문제를 해결하지 못한 것은 그의 실패점 중에 하나이기도 하다.
윌슨은 자기 고향을 연고로 둔 허더즈필드 타운 FC의 팬이기도 하였다.

## 어린 시절
웨스트요크셔 주 허더즈필드에서 태어난 윌슨은 자신의 라이벌 에드워드 히스와 정확한 시대에 있었다. 그는 정치적인 가족에서 왔으며 노동당에서 활동적으로 지내 온 직장 화학자였던 그의 부친 허버트 윌슨 (1882 ~ 1971)은 그러고나서 노동당에 입당하였다. 그의 모친 에셀 세든 (1882 ~ 1957)은 자신의 결혼 생활에 대비하여 학교 교사였다.  8세 때 그는 런던을 방문하였고, 다우닝가 10번지의 문앞에 나중에 유명해질 사진이 찍혔다.
윌슨은 지방 그래머 스쿨인 로이즈 홀 세컨더리 스쿨에서 수학하는 데 장학금을 받았다. 그가 스카우팅에 더럽혀진 우유를 마신 후, 장티푸스에 걸린 때 1931년 그의 교육이 방해되어 회복하는 데 몇달이 걸렸다고 한다. 다음해 산업 화학자로 일하던 부친이 중복되어 다른 직업을 찾으러 위럴반도 머시사이드 주 스피탈로 이주하였다. 윌슨은 자신이 수석 학생을 지낸 위럴 그래머 스쿨에서 6학년에 수학하였다.

## 대학 시절
윌슨은 학교에서 잘 하였고, 장학금을 얻는 데 놓쳤어도 그는 1934년부터 옥스퍼드 대학교의 지저스 칼리지에서 근대사를 전공하는 데 카운티의 보조금 덕분에 위로 채워질 때 그는 전시회를 열었다. 옥스퍼드 대학교에서 윌슨은 노동당의 당원으로서 정치에 알맞게 활동적이었으나 후에 노동당에 입당하는 데 G. D. H. 콜에 의하여 영향을 받았다. 자신의 첫 해의 후에 그는 철학, 정치학과 경제학으로 전공의 분야를 바꾸어 뛰어난 1등급 학위와 함께 졸업하였다. 그는 학문에서 지속하여 그 세기의 최연소 옥스퍼드 대학교 명사들 중의 하나가 되었다.
윌슨은 1937년 뉴 칼리지에서 경제학, 그리고 1938년부터 유니버시티 칼리지에서 경제 역사학의 강사였다.  이 시간의 거의를 위하여 그는 실업과 거래주기에 윌리엄 베버리지에 연구 조교였다.
1940년 그는 자신의 사망까지 자신의 부인으로 남은 (글래디스) 메리 볼드윈에게 결혼하였다. 메리 여사는 출판된 시인이 되었다.  그들은 2명의 아들 - 수학자 로빈 윌슨과 가일스를 두었으며, 로빈은 수학 교수, 그리고 가일스는 교사가 되었다. 2006년 11월 가일스가 자신의 교사직을 포기하고 사우스 웨스트 트레인의 열차 기사가 되었다고 보고되었다.

## 전쟁 복무
제2차 세계 대전의 발발에 윌슨은 복무를 위하여 지원하였으나 전문가로서 분류되어 대신 문관 근무로 들어가 옮겼다. 그의 전시의 대부분은 석탄 산업을 위한 통계학자와 경제학자로서 보내졌다. 그는 1943년 ~ 44년 동력부에서 경제·통계학의 국장이었다.
그는 통계학에서 열렬히 흥미있게 남아있는 것이었다. 상무성의 국장으로서 그는 아직도 영국에서 대부분의 경제 통계학을 다스리는 권한인 1947년 무역 행위의 통계학을 추진하였다. 그는 클라우스 모저를 중앙 통계국의 우두머리로 임명하여 총리로서 주요 수단이었다.

## 국회 시절
전쟁이 끝나면서 그는 절박한 총선에서 의석을 위하여 추구하였다. 그는 당시 스티븐 킹홀에 의하여 보유된 옴스커크를 위하여 선발되었다. 총선이 요구될 때까지 연기하기 보다 즉시 후보러서 체택하는 데 윌슨은 우연히 동의하였으며 그러므로 문관 근무로부터 사임하는 데 강요되었다. 그는 향상된 능률의 근거에 탄광들의 국유화를 위한 주장으로 자신의 전시 경험을 이용한 〈석탄을 위한 뉴딜〉을 저서하는 데 사이의 시간을 이용하였다.
윈스턴 처칠을 꺾고 영국의 2번째 노동당 총리 클레멘트 애틀리를 복귀시킨 1945년 총선에서 윌슨은 노동당의 압승과 함께 선에서 자신의 의석을 이겼다. 자신의 놀라움으로 그는 즉시 노동부에 의회 서기로서 정부에 임명되었다. 2년 후에 그는 공급 계약을 협상하는 데 소련으로 몇몇의 여행을 떠난 재능에 해외무역을 위한 서기가 되었다. 음모의 비판들은 후에 이 여행들에 관하여 의심을 제기하려고 했다.
1947년 10월 14일 윌슨은 31세의 나이에 상무성의 국장으로 임명되어, 영국의 20세기 내각의 최연소 일원이 되었다. 그는 "통제의 모닥불"로 언급된 어떤 전시의 배급을 폐지하는 지도를 택하였다. 1950년 총선에서 그의 유권자는 변경되었고, 그는 좁게 하이턴의 새로운 의석을 위하여 선출되었다.
윌슨은 "좌익"으로 알려지게 되었고, 한국 전쟁에 의하여 강요된 재정적 요구들을 만나는 데 국내 보건 서비스의 의료적 의무들의 소개에 항의에서 1951년 4월 정부로부터 사임하는 데 애나이린 베번에 가입하였다. 그 해 후순 노동당이 총선에서 패한 후, 그는 베번의 "좌로 유지" 단체의 의장으로 만들어졌으나 짧은 후에 그는 베번으로부터 자신을 멀리 하였다. 우연의 일치로 그 일은 윌슨의 앞의 의석으로 도로 놓은 1954년 "그늘의 내각"으로부터 베번의 더욱 나가서의 사임이었다.

## 야당의 당수
윌슨은 곧 매우 효과적인 그늘의 장관을 증명하였다. 그의 절차상 운동들 중의 하나는 1955년 정부의 재정 법안의 감소를 일으켰고, 1956년부터 그늘의 장관으로서 그의 연설들은 그들의 명석하고 지력으로서 칭송을 받았다. 그는 사색에 의하여 파운드를 밀어 내린 것으로 기소된 스위스의 은행원들을 묘사하는 데 "취리히의 국제적 금융업자"라는 용어를 만들었다. 그 동안 그는 낡은 앞바퀴가 큰 자전거를에 당의 조직을 비교하고, 향상을 위하여 다양한 추천들을 만든 1955년 총선에서 그 패배에 이어 노동당의 조직으로 문의를 수행하였다. 그는 그러고 나서 당의 4 조항의 형성에 국유화로 당의 위탁을 도랑 약속을 하는 데 게이츠컬의 논쟁적 시도와 영국의 일방적인 핵무장 해제를 성원하는 운동에 1960년의 당 회의에서 게이츠컬의 패배에 기회주의지만 1959년 노동당의 패배의 깨어남에 1960년 휴 게이츠컬에 비성공적인 도전을 발포하였다. 윌슨은 또한 1962년 차장직을 위하여 도전하였으나 조지 브라운 남작에 의하여 꺾였다. 이 도전들에 이어 그는 그늘의 외무 장관의 지위로 옮겨졌다.
노동당이 정부로 선출되는 좋은 기회를 가지는 데 합치고 기대를 걸면서 게이츠컬은 1963년 1월 뜻밖에 사망하였다. 윌슨은 리더십을 위하여 좌익 후보가 되었다.  당의 우측에 브라운에게 양자 택일로서 경주에 들어가 제임스 캘러헌이 첫 라운드에서 제거된 후, 비밀투표의 2번째 라운드에서 똑바른 경쟁에서 그는 엉뚱한 인물로서 평판에 의하여 방해된 조지 브라운을 꺾었다.  
윌슨의 1964년 선거 운동은 해럴드 맥밀런의 보수당 정부를 몹시 상처를 입힌 섹스 스캔들인 1963년 프러퓨모 사건에 의하여 원조되었고, 스캔들에 연루되지 않은 맥밀런의 후임자 앨릭 더글러스흄을 타락시키는 것이었다.  윌슨은 적은 건전한 측면에서 연루되지 않으면서 자본금을 만들었다. 흄은 자신이 하원에서 의석에 앉는 데 흄 경으로서 자신의 타이틀을 포기한 귀족이었다. 그가 제14대 흄 백작이었다는 윌슨의 소감으로 흄은 "난 윌슨 씨가 13대 윌슨 씨라는 것을 가정한다."고 보복하였다.
노동당의 1963년 연례 회의에서 윌슨은 "제한적 관행 혹은 산업의 아무 쪽에 구식 조치를 위하여 장소가 아닐 이 혁명의 하얀 열에서 영국이 위조될 것이다"라고 자신이 주장한 것에 과학적과 기술적 변화의 함축에 자신의 최고로 기억되는 연설을 가능하게 만들었다.  이 연설은 우세한 클래스 시스템에 기술주의가 묶이지 않으면서 윌슨의 평판을 세우는 데 많은 일을 하였다.

## 총리 재직 임기
노동당은 4개의 의석의 좁은 다수와 함께 1964년 총선을 이겼고, 윌슨은 총리가 되었다. 이 일은 완전한 기간을 위하여 지속되는 데 불충분한 의회의 다수였고, 18개월 후 1966년 3월에 열린 2번째 선거는 96개의 더욱 큰 다수와 함께 윌슨을 복귀시켰다.

### 경제 정책
경제적 조건에 총리직에서 윌슨의 첫 3년은 파운드 화의 평가 절하를 막는 데 최후의 노력에 의하여 지배되었다. 그는 무역 수지에 일반적으로 외부 적자를 이어받았다. 이 일은 1964년 총선으로 급등에서 선행하는 정부의 광범위한 재정 정책을 부분적으로 반영하였고, 응답에 들어오는 윌슨의 팀은 재정 자세를 강화하였다. 많은 영국의 경제학자들은 평가 절하를 주창하였으나 윌슨은 보고적으로 이전에 1949년 스털링을 평가 절하한 노동당이 "평가 절하의 당"으로서 표지가 붙여질 것을 의심한 우려의 일부에서 저항하였다.
값 비싼 전투 후에 시장의 압박들이 1967년 정부를 평가 절하로 강요하였다. 윌슨은 "당신의 주머니에서 파운드"가 그 가치를 잃지 않았다고 자신이 청취자들을 확신시킨 방송을 위하여 매우 비판을 받았다. 그것은 "가격이 오를 것이다"라는 그의 다음의 문장을 넓게 잊혀진 일이었다. 경제적 상연은 경제학자들이 예언한 대로 가격 절하 후에 어떤 향상을 보였다. 소비자들의 지출을 줄이는 노력에서 윌슨은 신용 압박을 가하였다. 이 일은 사실 아무 돈을 빌리지 않으면서 필요성이 관리될 수 있던 부유자들이 한 것보다 중산층과 작은 비지니스 층들을 아프게 하였다.
윌슨의 경제적 접근의 주요 테마는 "지시하는 경제적 계획"에 강조된 중요성을 놓는 것이었다. 그는 투자와 성장을 자극하는 도움을 줘야 할 그들 자신에 야망적인 목표들을 산출하는 데 새로운 경제부를 창조하였다. 이제 유행이 지났어도 이 접근에 신념은 당시 노동당에 아무 의미가 한정되지 않았으며 윌슨은 형성에서 그의 보수당 전임자들에 의하여 제출되어 온 재단들을 설립하였으며 예를 들러 국립 경제 개발 회의와 그 지방적 정부들이다.
산업적 국유화의 지속된 관련성은 1950년대와 1960년 초반의 노동당의 내부 투쟁들에서 논쟁의 주요 포인트로 지냈다. 당수로서 윌슨의 전임자 휴 게이츠컬은 당의 헌법으로부터 4 조항을 정리 제안과 함께 논란을 직시하는 데 1960년에 노력하였으나 직위에서 내려가는 데 강요되었다. 윌슨은 개성적으로 더 많은 미묘한 접근을 취하였다. 그는 철강업의 재국유화와 함께 당의 좌익에 상징적인 원인을 던졌으나 선반에서 실습을 빼고 헌법에서 정식으로 4 조항을 남겼다.
윌슨은 "가격 수입 정책"으로소 영국에서 더욱 잘 알려진 임금 통제들을 통하여 인플레이션을 완화하는 데 주기적 시도들을 이루었다. 결과로서 부분적으로 정부는 이런 에피소드들로 거의 일상적인 정점과 함께 주요 산업적 논쟁들로 반복적으로 주입된 자신을 찾는 데 이바지하였다. 윌슨의 총리 재직 기간 동안 더욱 해로운 다수의 파업들 중에 하나는 1966년 윌슨의 재선이 있던 짧은 후에 시작된 국내 선원 연합에 의한 6주간의 휴업이었다. 쌓여가는 파업들에 대중의 좌절과 함께 1969년 윌슨 정부는 "싸움의 장소"로서 타이틀이 붙여진 백서에 개요된 영국에서 산업적 관계들 (노동법)을 위한 법적인 근거로 개혁들의 일련을 제안하였다. 강하게 제안들을 반대한 노동 조합 의회와 대립에 이어 정부는 그 제안들로부터 대체로 퇴각하였다. 이 개혁들의 어떤 요소들은 대체로 마거릿 대처의 총리직의 중요한 항목으로서 소생되었다.

### 외교 정책

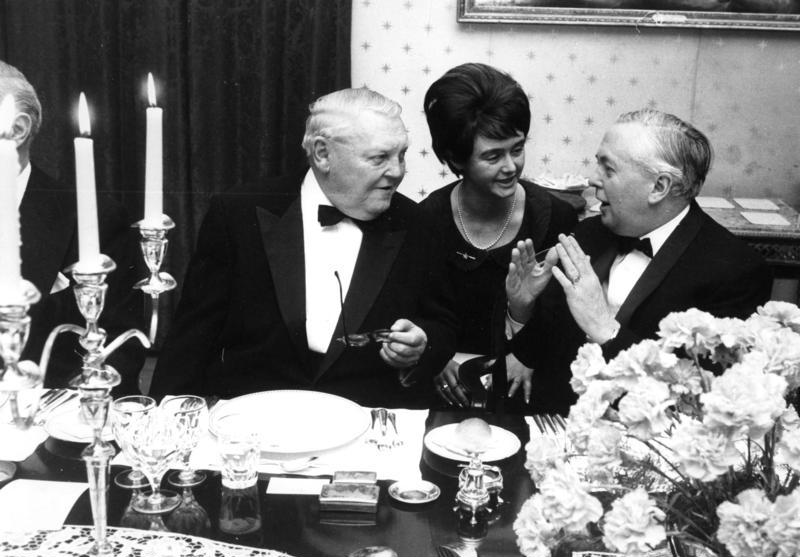
루트비히 에르하르트 서독 총리와 함께 (1965년)

이미 먼 방향을 전진한 1964년까지 영국이 대영 제국으로부터 후퇴한 동안 해외 정책에 윌슨은 로디지아의 영국 왕실 식민지의 미래에 주요 위기에 의하여 괴롭혀졌다. 윌슨은 흑인 인구의 다수로 연장된 투표를 저항한 백인의 소수 정부를 이끈 로디지아의 총리 이언 스미스에게 공식적인 독립을 인정하는 데 거부하였다. 응답에서 스미스는 1965년 11월 11일 일방적 독립을 선언하였다. 윌슨은 문제에 대한 확고한 입장으로 대부분의 국가들에 의하여 박수를 받았다. 하지만 그는 군사력과 함께 로디지아에 개입하는 데 거절하여 영국의 인구가 그들의 "친척과 친지"에 대항하는 그런 활동을 성원하지 않으리라고 믿었다. 스미스는 자신의 회고록에 즉시 윌슨을 공격하여 협상들과 이중성 주창이 있는 동안 지연 전술로 그를 기소하였고 윌슨은 친절에 응답하여 스미스의 좋은 신뢰를 의문하고 합의가 나타날 때마다 스미스가 목표의 게시물들을 옮겼다고 암시하였다.  

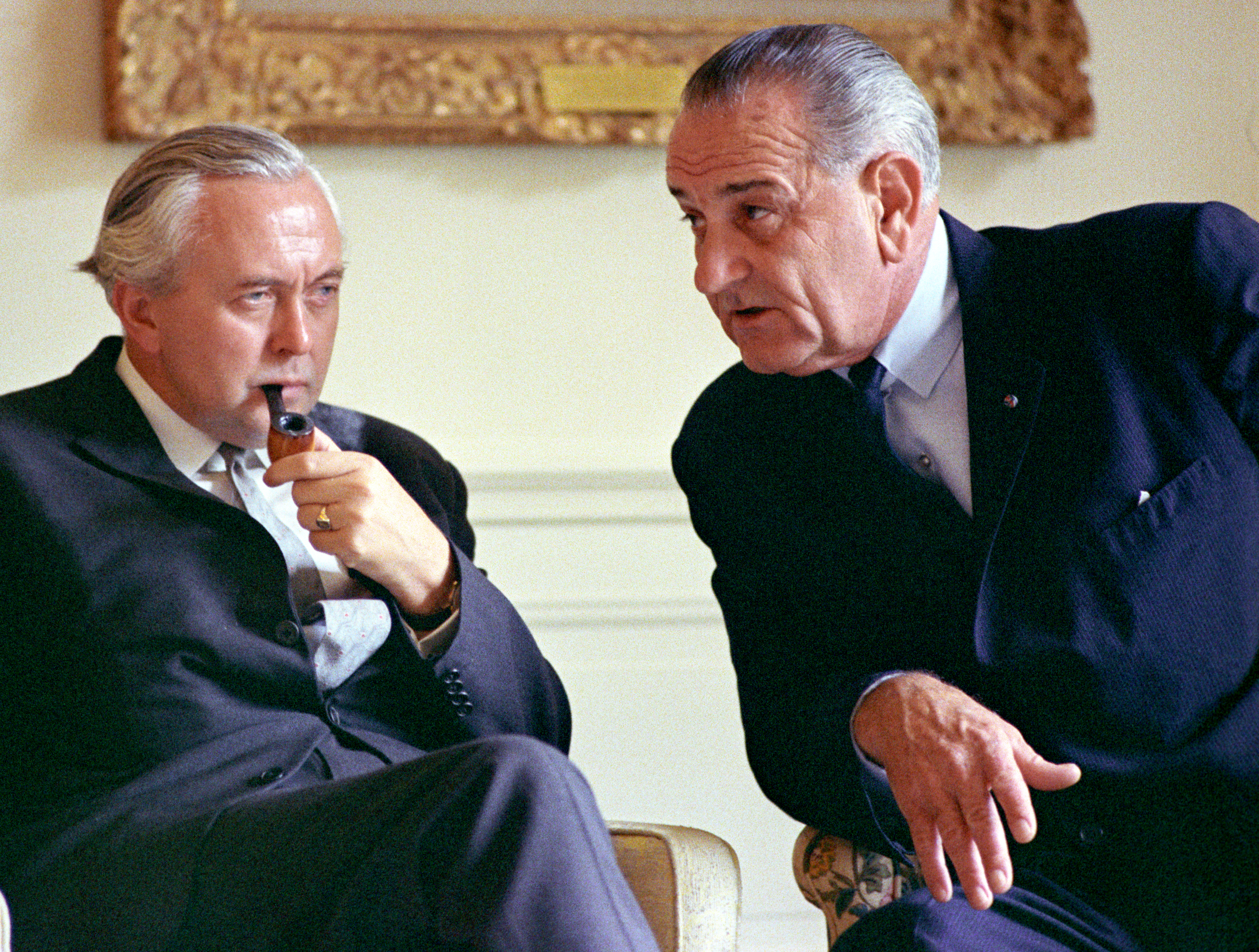
백악관에서 린든 B. 존슨 대통령과 회담하는 윌슨 총리

베트남 전쟁에서 영국 군대의 최소한 상징적 연루를 위하여 미국의 린든 B. 존슨 대통령으로부터 숙고적인 압박에 불구하고, 윌슨은 견실히 영국군의 이런 위탁을 피하였다. 그의 정부는 미국의 지위를 위한 어떤 수사적 지원을 제공하였고, 최소한 하나의 경우는 전투에 중재하는 데 비성공적인 노력을 이루었다. 1966년 6월 28일 윌슨은 존슨의 하노이와 하이퐁 폭격으로부터 자신의 정부를 해리하였다. 현대의 관점으로부터 어떤 시사해설자들은 미국 정부와 함께 이라크 전쟁 (2003년)에 영국의 참전의 시력에서 베트남에 윌슨의 독립 라인으로 새로운 의미를 부여하였다. 반면에 그는 자신이 아직 최소한 상징적 찬성에 제공하지 않은 자신의 수사적 지원 마저를 위하여 자신이 친공산주의자라는 비난을 받았다.  
1967년 윌슨 정부는 유럽 경제 공동체에 가입하는 데 영국의 2번째 신청을 제기하였다. 맥밀런 정부 아래 이루어진 처음처럼 프랑스의 샤를 드 골 대통령에 의하여 거부되었다.
동년에 윌슨은 "수에즈 운하의 동부"에 있는 주요 기지들로부터 그 군사력을 철수시킨다는 공고를 하여 효과적으로 영국의 제국을 종말로 가져와 20세기에 영국의 지구촌 국방 전력에서 주요 변천에 특징을 지었다.

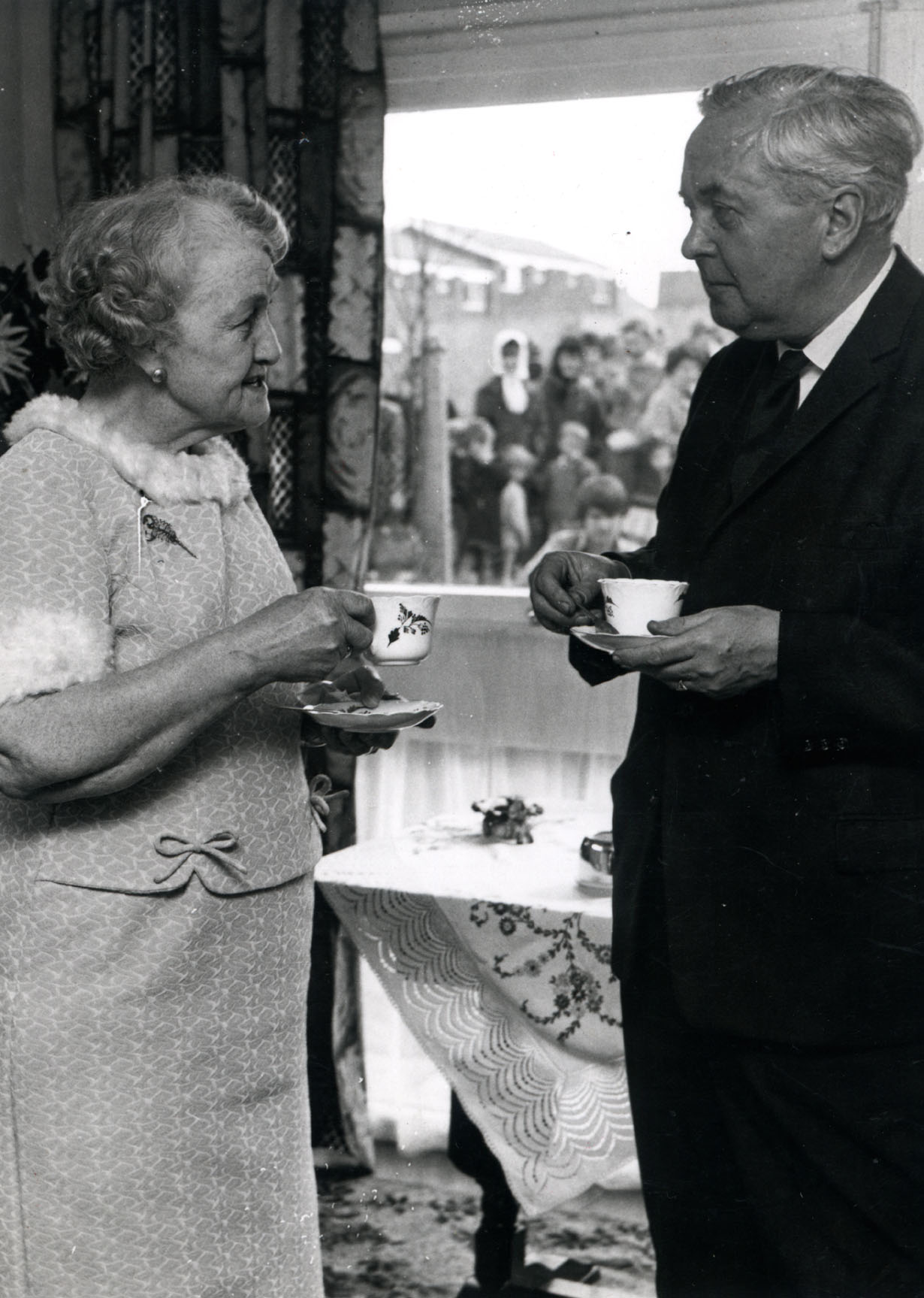
타인 위어주 워싱턴에 있는 한 양로원을 방문한 윌슨

### 사회적 문제
윌슨의 총리 기간은 사형의 폐지, 개인의 동의 성인 사이에 동성애자 법령의 비범죄화, 낙태법의 자유화, 이혼 개혁과 극장 검열제의 폐지를 포함한 사회적 개혁들의 범위를 목격하였다. 이런 개혁들은 당파심이 없는 투표들에 대부분 체택되었으나 1966년 이후의 큰 노동당의 다수는 지내져 온 이전의 의회들보다 이런 변화들로 의심할 여지없이 더욱 공개되었다. 개인적으로  부적합한 지방적 배경에서 문화적으로 온 윌슨은 이 협의 사항의 거의를 위하여 특별한 열정을 보이지 않았으나 개혁적 풍조는 특히 내무부에서 그의 시기 동안 로이 젱킨스에 의하여 용기를 얻었다.
윌슨의 1966년 ~ 70년 기간은 영국에 이민의 높은 수준에 자라나는 공공적 의심을 목격하였다. 문제는 결과로서 그늘진 내각으로부터 해고된 보수당 정치인 에노크 파월에 의한 "피의 강들" 연설에 의하여 정치적 수준에서 각색되었다. 윌슨 정부는 2가지 접근 방식을 체택하였다. 비난적인 인종 차별이 있는 동안 윌슨의 내무 장관 제임스 캘러헌은 영국의 이민의 권리에 의미적인 새로운 제한들을 소개하였다.

## 선거에서 패배와 재임
1969년까지 노동당은 심각한 선거 반대들의 고통을 겪었다. 1970년 5월 윌슨은 선거를 부르면서 자신의 정부의 인기에서 명백한 회복으로 응답하였으나 대부분의 입회인들을 놀라움에 그는 투표수에서 꺾였다.
윌슨은 야당에서 노동당의 당수로서 살아남았다. 그는 소수의 노동당 정부의 지도자로서 1974년 2월 영국 총선에서 에드워드 히스 아래 보수당 정부를 꺾은 후 1974년 다우닝가 10번지로 돌아왔다. 그는 그해 10월 결국 총선에서 다수를 얻었다.
윌슨이 야당에서 향한 가장 도전적인 정치적 딜레마들 중에 하나는 권력으로 그의 복귀에 프랑스에서 드 골의 권력에서 떨어짐에 이어 히스 행정부에 의하여 협상되어 온 유럽 공동체의 영국의 회원 가입 문제였다. 노동당은 문제에 깊게 나뉘고 주요 분할을 위태롭게 하였다.  윌슨은 당의 양쪽이 동의할 수 있던 안출된 지위에서 정치적 독창력을 보였다. 1974년 윌슨의 선언서는 영국의 회원 가입을 위한 조건을 재협상하겠다고 약속을 포함하였고, 그러고나서 새로운 조건에 유럽 공동체에서 머무느냐에 국민 투표를 개최하였다. 국민 투표는 1975년 6월 5일 정식으로 열렸다. 대중을 성원하는 데 요구된 그 회원들의 지위를 차지하는 정부의 보통적 영국의 전통이기 보다 정부의 일원들은 의문의 양쪽에 그들의 견해를 제시하는 데 자유로웠다. 이벤트에서 지속적인 회원 가입이 통과되었다.

### 북아일랜드
1960년대 후반에 윌슨 정부는 북아일랜드 분쟁의 발발을 목격하였다. 지방 정부로부터 요구에 응답에서 정부는 평화를 유지하는 노력에서 영국군을 전개시키는 데 동의하였다.
1971년 가을 총리직에서 나와있던 윌슨은 아일랜드의 통일을 위한 방향을 포장하는 데 설계된 16 포인트, 15년 프로그램을 공식화하였다. 제안은 당시 히스 정부에 의하여 원칙에서 환영을 받았으나 절대 효력을 발휘하지 않았다.
1974년 5월 그는 "17세기 만으로를 제외한 이 세기에 아무 관계가 없는 종파적 목적들을 위하여" 해내진 "종파적 파업"으로서 얼스터 연합당이 조종한 얼스터의 노동자 파업을 비난하였다.  하지만 그는 하급 노동자들을 협박하고 있던 충성적인 준군사 아래로 꺼리는 군대에 압력을 가하는 데 거부하였다.  이후의 텔레비전 연설에서 그는 "충성적" 파업 노동자들과 그들의 후원자들을 영국이 자신들의 생활로 지급하는 것을 기대한 "해면 재취선자"들로 언급하였다.  2주간 파업은 결국적으로 권력을 나누는 북아일랜드의 행정부를 깨는 데 성공적이었다.

### 윌슨과 교육
윌슨은 자신의 기회들의 대부분을 이룬 밝은 소년이었다. 이 일은 그에게 교육이 근로자 계급의 어린이들에게 더 나은 미래의 기회를 주는 데 주요 관점이었다는 믿음을 주었다.
실습적 기간들에 윌슨은 노동당이 권력을 차지할 때 훈련에서 이미 이중 당 정책 로빈스 리포트의 추천들과 함께 선에서 새로운 대학들의 빠른 창조를 지속하였다. 기간의 경제적 어려움들은 필요했던 3차 자원 시스템을 박탈하였다. 하지만 대학의 확장은 핵심 정책을 남겼다. 하나의 두드러진 효력은 유효한 수에 대학 교육으로 여성의 첫 입학이었다.
윌슨은 또한 고등 교육을 놓친 성인들에게 파트 타임의 공부와 먼 거리의 배움을 통하여 2번째 기회를 주는 데 오픈 대학교의 개념을 터득함으로 신임을 받을 자격이 있다. 그의 정치적 위탁은 노동당의 우상적 좌익 호민관 애나이린 베번의 미망인 제니 리 여남작에게 구현 책임 할당을 포함하였다.
중등 교육에 윌슨의 기록은 대조에 의하여 높게 논쟁적이었다. 더 자세한 설명은 잉글랜드에서 관사 교육에 있다. 2개의 요인들이 역할을 하였다. 1944년 교육 따르기 법령에 이어 똑똑한 어린이들의 적은 비율을 위한 학문적 지향의 그래머 학교들과 어린이들의 다수를 위한 기술 중등 학교들의 삼중 제도와 함께 불평이 있었다. "11명 플러스"와 어린이들의 전 범위에 봉사할 종합 중등 학교들과 대체를 강조하는 선택적 원리의 폐지를 위한 압력이 자라났다. 종합 중등 교육은 노동당의 정책이 되었다.
노동당은 많은 그들이 소중한 지역 기관들이었던 그래머 학교들을 종합 중등 교육으로 전환하는 데 지방적 권한을 강조하였다. 교육부 장관 마거릿 대처가 전환하는 데 지방 정부들의 강제를 끝냈어도 동시에 보수당 히스 행정부 동안 큰 대략에 지속되었다. 선포된 목적이 학교 수준을 향상시키는 것이었던 동안 많은이들은 그래머 학교들의 우수성이 다른 학교들의 향상의 방향에서 보이는 데 약간과 함께 바쳐져 왔다는 느낌이 들었다. 비판적 장애 구현인 경제 긴축은 학교들이 전혀 충분한 자금을 받지 않았다는 것을 의미하였다.
두번째 요인 영향을 미치는 교육은 많은 설립된 교사들에 의하여 멸시된 "진보적" 어린이 중심의 방법들의 소개를 포함한 교사 훈련에서 변화였다. 동시에 직업은 증가적으로 정치화되었다. 교사의 특정은 고통을 겪었고, 아직도 회복되고 있다.
몇몇의 오늘날은 1964년 중등 교육의 불만족스러운 성격을 의문한다. 변화는 늦었다. 하지만 변화가 이루어진 매너는 비판으로 확실히 개방되었다. 문제는 전 교육부 장관 대처가 1979년 권력에 오를 때 그녀를 위하여 우선이 되었다.
1966년 월슨은 새로 개교한 브래드퍼드 대학교의 초대 총장으로 임명되어 1985년까지 재직했다.

## 사임

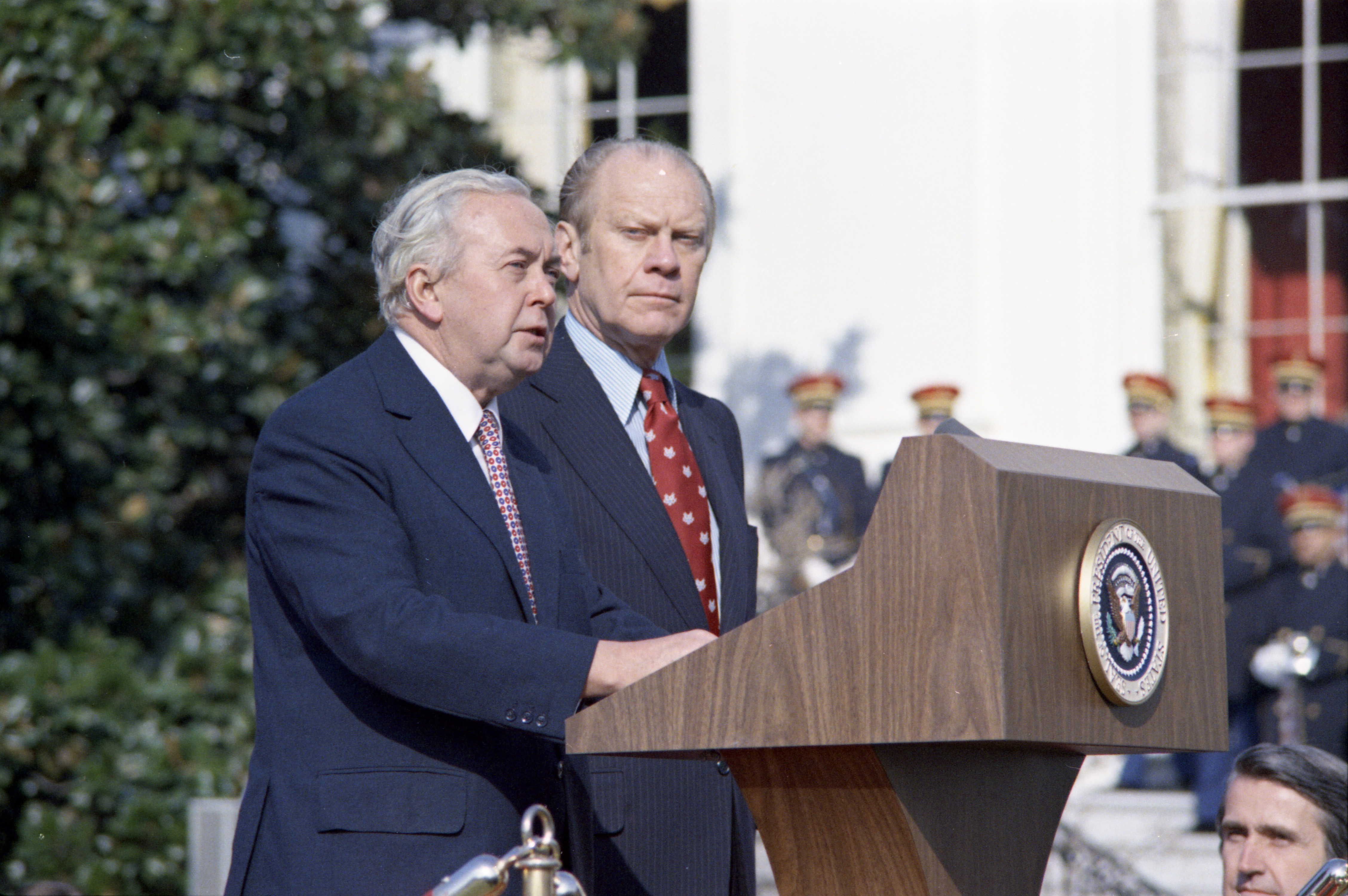
1975년
미국 방문 중 제럴드 포드 대통령과 함께

1976년 3월 16일 윌슨은 총리로서 자신의 사임을 공고하며 국가를 놀라게 하였다. 그는 항상 자신이 60세의 나이에 사임하는 계획을 세웠고, 자신이 신체적, 정신적으로 지친 것을 주장하였다. 1960년대 후반 만큼 일찍이 그는 자신이 총리로서 8년 이상을 지내는 데 의도하지 않았다고 자신의 의사 조지프 스톤 경같은 친교들에게 말해왔다. 하지만 1976년까지 그는 아마 자신의 공식적으로 우수한 기억과 집중력이 둘다 극적으로 떨어지면서 조기 발병의 알츠하이머병의 첫 단계들로 알아차렸다.
그의 사임에 특정을 짓는 데 엘리자베스 2세 여왕이 다우닝가 10번지에서 식사를 하러 왔으며 그녀가 단 하나의 다른 총리 윈스턴 처칠 경에게 준 명예였다.  
윌슨은 사임은 자신의 정치적 후원자들 중에 많은 비지니스맨과 명사들을 포함한 명단에 명예를 주는 편이다. 그 일은 라벤더로 만들어진 노트지에 마시 윌리엄스에 의하여 쓰여진 명단의 초안이 드러날 때 그의 평판에 지속되는 손해를 일으켰다. 윌슨이 명예를 준 이 어떤이들은 결국적으로 사기죄로 투옥된 조지프 케이건 남작과 부패로 경찰의 조사 아래 자살을 한 비지니스맨 에릭 밀러 경을 포함하였다.
제임스 캘러헌, 토니 벤, 앤서니 크로슬랜드, 마이클 푸트, 데니스 힐리와 로이 젱킨스는 그를 대체하는 데 첫 비밀 투표에 섰다. 젱킨스는 시초적으로 우승 후보로서 예상되었으나 시초적 비밀 투표에서 3위로 왔다. 4월 5일 최종 비밀 투표에서 캘러헌은 176 대 137의 의회 투표에서 푸트를 꺾어 총리와 노동당의 당수로서 윌슨의 후임자가 되었다. 젱킨스는 후에 사회민주당의 공동 창립자로서 노동당을 탈당하였다. 푸트는 정통적으로 선출될 수 있는 지도자가 되는 데 너무 멀리 숙고되었다. 좌익으로마저 더욱 먼 벤은 선출된 하원에서 좌석을 지속하는 명령에 자신의 유전적 관계를 사임하였다.
총리직을 떠난 후 윌슨이 의원으로 남아있는 데 바라면서 그는 사임한 총리들에게 습관적으로 제공된 귀족제가 즉시 주어지지 않았으나 대신 가터 훈장이 창조되었다. 1983년 하원을 떠난 그는 자신의 고향 요크셔주의 북부에 있는 리보 사원의 이름을 따 리보의 윌슨 남작으로 서임되었다.

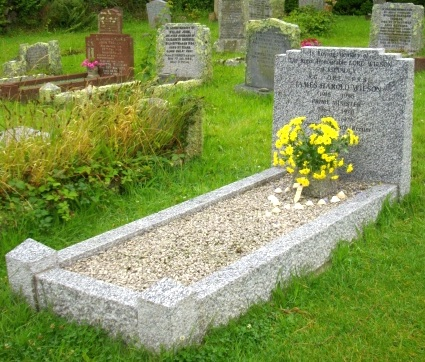
실리 제도 세인트메리스에 있는 해럴드 윌슨의 무덤

## 사망
윌슨이 퇴임한 지 얼마 후에 알츠하이머병으로부터 자신의 정신적 악화가 명백해지기 시작하였고 1987년 이후 그는 드물게 공개적으로 나타났다. 그는 1995년 5월 24일 79세의 나이에 대장암으로 사망하였다. 그는 실리 제도 세인트메리스에 있는 묘지에 안장되었다. 그의 비문은 "Tempus Imperator Rerum" (시간은 모든 것을 명령합니다)이었다. 그의 추모식은 7월 13일 웨스트민스터 사원에서 열렸다.

## 서훈
- 1945년 대영 제국 훈장 4등급(OBE)
- 1976년 가터 훈장
- 1983년 남작 작위(Baron Wilson of Rievaulx) 서임

## 같이 보기
- 에드워드 히스
- 제임스 캘러헌
- 로이 젱킨스